# Viola clauseniana
Viola clauseniana M.S.Baker – gatunek roślin z rodziny fiołkowatych (Violaceae). Występuje endemicznie w Stanach Zjednoczonych – w Utah. 

## Morfologia
PokrójBylina przybierająca formę krzewu. Dorastająca do 3–15 cm wysokości, tworzy kłącza.
LiścieBlaszka liściowa ma owalny, podługowato owalny lub eliptycznie lancetowaty kształt. Mierzy 1–3,5 cm długości oraz 0,5–1,1 cm szerokości, jest karbowana na brzegu, ma zbiegającą po ogonku nasadę i ostry wierzchołek. Ogonek liściowy jest nagi. Przylistki są szydłowate i osiągają 2–6 mm długości.
KwiatyPojedyncze, wyrastające z kątów pędów. Mają działki kielicha o lancetowatym kształcie i dorastające do 6 mm długości. Płatki są odwrotnie jajowate, mają białą lub fioletową barwę oraz 6 mm długości, dolny płatek posiada obłą ostrogę.
OwoceTorebki mierzące 4-6 mm długości, obłym kształcie.

## Biologia i ekologia
Rośnie oraz na łąkach i skarpach. Występuje na wysokości około 1600 m n.p.m.